# Osamu Dazai
Osamu Dazai (太宰 治 Dazai Osamu?,  Kanagi, Prefectura de Aomori, Japón, 19 de junio de 1909-Tokio, Japón, 13 de junio de 1948), nacido bajo el nombre de Shūji Tsushima (津島 修治 Tsushima Shūji?), fue un novelista japonés, considerado uno de los escritores del siglo XX más apreciados de Japón. Algunas de sus obras más populares, tales como El ocaso (Shayō) e Indigno de ser humano (Ningen Shikkaku), también son consideradas como clásicos modernos en su país de origen. Al cumplirse el cincuentenario de su muerte, sus obras —de marcadas características autobiográficas y con una rebeldía chocante en una sociedad de rígido conformismo—, contaban con más seguidores que nunca, tanto en Japón como en otros países. Al finalizar la Segunda Guerra Mundial, Dazai emergió como la voz literaria de su tiempo, capturando el período confuso de posguerra cuando los valores tradicionales fueron desacreditados. 
Su obra, Indigno de ser humano, ha sido adaptada a diferentes medios; entre los cuales se encuentra una película dirigida por Genjirō Arato, cuatro episodios del anime Aoi Bungaku y una serie de manga publicada por la editorial Shinchōsha.
Varias de sus obras se encuentran en español gracias a la editorial llamada "También el Caracol" especializada en literatura japonesa

## Primeros años

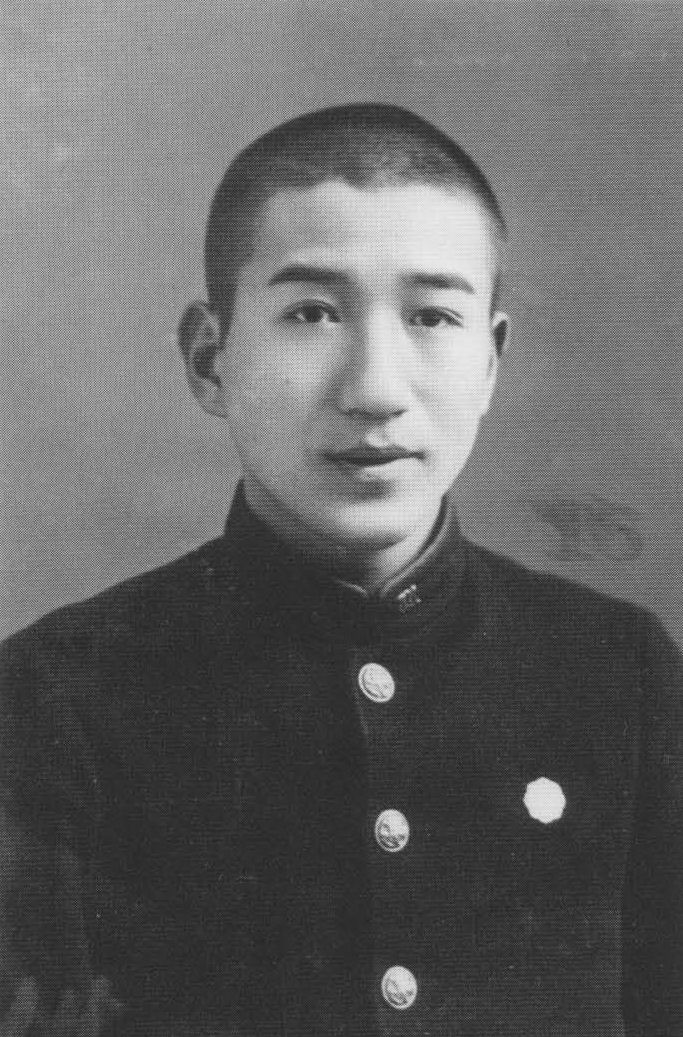
Tsushima, fotografiado cuando aún era un estudiante de secundaria, circa 1924.

Dazai, cuyo verdadero nombre era Shūji Tsushima (津島 修治 Tsushima Shūji?), nació el 19 de junio de 1909 en la ciudad de Kanagi, prefectura de Aomori. Fue el décimo hijo de once hermanos de una familia de terratenientes acomodados del norte de Japón. A pesar de tener orígenes muy humildes, la familia Tsushima rápidamente subió en la escala social y se convirtió en una de las más respetadas dentro de toda la región. Careció de las atenciones de sus padres —su padre, Gen'emon, era un hombre ocupado que estuvo ausente durante la mayor parte de su infancia. Su madre, Tane, se convirtió en una mujer de salud débil luego de haber pasado por once embarazos— y creció al cuidado de una tía y los sirvientes de la familia. Desde pequeño, mostró un particular interés por la literatura, la cual utilizó como medio de expresión de su desarraigo familiar y sus conflictos internos.
En 1923, Tsushima asistió a la escuela secundaria de Aomori e ingresó en el departamento de literatura de la Universidad de Hirosaki en 1927. Allí, desarrolló un gran interés por la cultura Edo y comenzó a estudiar a Takemoto Gidayū, un cantante jōruri conocido por ser el creador de un estilo de narración coreada para el teatro de marionetas. Alrededor de 1928, Tsushima editó una serie de publicaciones estudiantiles y contribuyó con algunas de sus propias obras, tales como Aware ga. Incluso publicó una revista llamada Saibō bungei con sus amigos, y posteriormente se convirtió en un miembro del equipo periodístico de la universidad. Su éxito en la escritura se detendría de manera drástica, cuando su ídolo, el escritor Ryūnosuke Akutagawa, se suicidó en 1927. Un golpe duro para el joven Tsushima; fue entonces cuando este comenzó a descuidar sus estudios y a gastar la mayor parte de su dinero en ropa, alcohol y prostitutas, además de adentrarse en el marxismo, movimiento político que estaba fuertemente suprimido por el gobierno. En la noche del 10 de diciembre de 1929, cometió su primer intento de suicidio, pero sobrevivió y se graduó de la universidad al año siguiente.

### Hatsuyo Ōyama y Shimeko Tanabe

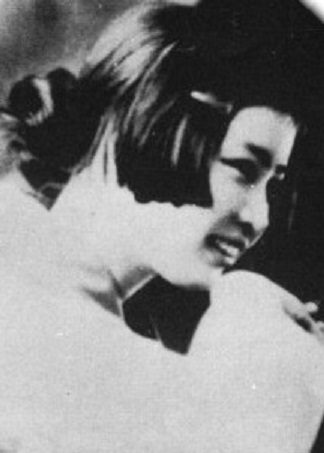
Shimeko Tanabe.

En 1930, a los veintiún años de edad, Tsushima ingresó en el departamento de literatura francesa de la Universidad de Tokio, aunque abandonaría sus estudios sin graduarse. Durante este período, militó en el incipiente movimiento marxista nipón, siendo encarcelado y torturado por el régimen militar, experiencia que influyó considerablemente en su visión de la sociedad y en su producción literaria. En octubre de ese año, huyó con una geisha llamada Hatsuyo Ōyama, lo que provocó que fuese desheredado y expulsado por su familia. Nueve días después de la expulsión, Tsushima intentó nuevamente suicidarse en una playa de Kamakura en un suicidio doble con Shimeko Tanabe, una camarera de 17 años de edad. Tanabe murió, pero Tsushima sobrevivió tras ser rescatado por un barco pesquero. Fue acusado como cómplice de la muerte de Tanabe, sin embargo, su familia intervino para que se abandonase la investigación policial, su subsidio fue restablecido y fue puesto en libertad libre de cualquier acusación. En diciembre, Tsushima se recuperó en Ikarigaseki y contrajo matrimonio con Hatsuyo.
Poco después, Tsushima fue arrestado por su participación en el muy vetado Partido Comunista de Japón, lo que provocó que su hermano mayor, Bunji, le quitase su subsidio. Tsushima desapareció por un tiempo, pero Bunji aun así se las arregló para comunicarle que los cargos en su contra serían eliminados y le devolvería su subsidio si éste prometía graduarse y no volver a involucrarse con el partido comunista. Tsushima aceptó la oferta.

## Carrera literaria

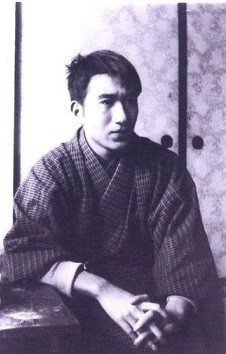
Dazai en 1928.

Tsushima cumplió con la promesa hecha a su hermano y procedió a reconstruir su vida. Logró obtener la ayuda del escritor Masuji Ibuse, cuyas conexiones le permitieron publicar sus obras y establecer una reputación. En los siguientes años, comenzó a publicar sus primeras colecciones de relatos. En 1933, utilizó por primera vez el seudónimo de "Osamu Dazai" en una historia corta titulada Ressha (列車); una historia autobiográfica narrada en primera persona que más tarde se convertiría en su marca personal. 
Para 1935, quedó claro para Dazai que no se graduaría y que tampoco conseguiría un empleo en un periódico de Tokio. Finalizó The Final Years, historia con la cual tenía la intención de "despedirse" al mundo, y trató de colgarse el 19 de marzo de 1935, pero una vez más, sobrevivió. También, entre 1935 y 1936, fue candidato al Premio Akutagawa, el más prestigioso en Japón para trabajos de ficción, aunque en ambas ocasiones otro escritor recibió el galardón. Sin embargo, Dazai ya se había asegurado un lugar destacado entre los jóvenes autores de la época.
Menos de tres semanas después de su tercer intento de suicidio, Dazai desarrolló apendicitis aguda y fue hospitalizado, tiempo durante el cual se volvió adicto al Pabinal, un analgésico a base de morfina. Luego de luchar contra esta adicción durante un año, en octubre de 1936, fue trasladado a una institución mental y encerrado en una habitación para su desintoxicación. El tratamiento duró más de un mes, tiempo durante el cual su esposa cometió adulterio con su mejor amigo, Zenshirō Kodate. Al enterarse, Dazai intentó cometer doble suicidio con su esposa. Ambos tomaron píldoras para dormir, pero ninguno de los dos murió, y éste decidió divorciarse de ella. Rápidamente se volvió a casar, esta vez con una maestra de escuela secundaria llamada Michiko Ishihara (石原美 知子), que le presentó su amigo Masuji Ibuse. Esta unión cambió su existencia y dotó de mayor claridad y equilibrio a su trabajo. Su primera hija, Sonoko (園子), nació en junio de 1941.

### Período de guerra

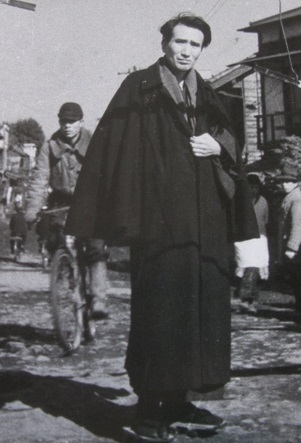
Dazai en 1947-48.

Este periodo de tranquilidad duró hasta finales de la II Guerra Mundial, en 1945. Dazai no fue reclutado debido a sus problemas de salud (fue diagnosticado con tuberculosis). En los siguientes tres años, Dazai escribió las dos novelas consideradas sus obras maestras: El Ocaso (Shayo), en 1947, e Indigno de ser humano (Ningen Shikkaku), en 1948.
En estas dos novelas, el autor se muestra mucho más cercano a Dostoyevski que a sus contemporáneos nipones. Las historias, en las que se aprecia con claridad la influencia de la literatura europea, evidencian el gran interés que las clases educadas de aquella época sentían por las letras occidentales. Sin embargo, los protagonistas de estas obras, caracterizadas por una honradez sin adornos al mostrar la decadencia del ser humano, no escapan a la falta de comunicación personal típica de la sociedad japonesa, y Dazai recurre a retrospectivas o a la descripción minuciosa de pequeños acontecimientos para mostrar con mayor profundidad a los personajes. Bajo influencia no admitida de Indigno de ser humano, de Dazai, Yukio Mishima escribió sus Confesiones de una máscara.
Su hogar fue quemado dos veces en las incursiones aéreas estadounidenses contra Tokio, pero Dazai y su familia escaparon ilesos. Su segundo hijo, Masaki (正樹), nació en 1944, mientras que su tercera hija, Satoko (里子), más tarde una famosa escritora bajo el seudónimo de Yūko Tsushima, nació en mayo de 1947.

## Muerte

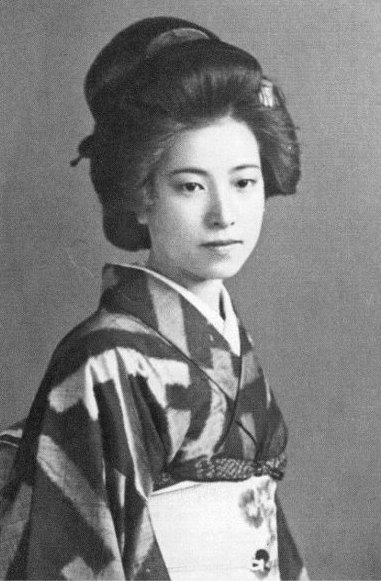
Tomie Yamazaki.

En 1948, cuando se encontraba en la cumbre de su carrera, Dazai  se suicidó junto con su amante Tomie Yamazaki —una joven viuda de guerra—, dejando a su esposa y a sus tres hijos en una precaria situación económica. Para terminar con su vida eligió un canal del río Tama, en el suburbio tokiota de Mitaka, cuyas aguas se encontraban muy altas y turbulentas por las habituales lluvias de junio, época de monzones en Japón. Los cuerpos de ambos, atados el uno al otro con una cuerda roja, fueron encontrados seis días después en un recodo del canal, justo cuando Dazai hubiera cumplido treinta y nueve años.
El diecinueve de junio, fecha de su aniversario, su tumba en el templo de Zenrin-ji, en Mitaka, recibe un gran número de visitantes, que le ofrecen flores, incienso, cigarrillos, sake o cerezas —que le gustaban en vida—, junto a fervorosas plegarias por el descanso del espíritu del polémico escritor, que todavía ejerce una enorme fascinación sobre los lectores japoneses, en particular las jóvenes generaciones.

## Obras

### Novelas
- Flores de la bufonería  (Dōke no hana, 1935). Traducida por Matías Chiappe Ippolito, También El Caracol, Buenos Aires, 2023.
- La caja de Pandora (Pandora no Hako, 1946). Traducida por Juan Francisco González Sánchez, Funambulista, Madrid, 2023.
- El ocaso o El declive (Shayō, 1947). Traducida por Montse Watkins, Luna Books, Gendai-Kikakushitsu, Tokio, 1999; y por María Bornas Montaña, Sajalín, Barcelona, 2017.
- Indigno de ser humano (Ningen Shikkaku, 1948). Traducida por Montse Watkins, Luna Books, Gendai-Kikakushitsu, Tokio, 1999. Con la misma traducción, en Sajalín, Barcelona, 2005.

### Antologías de cuentos publicadas en español
- Ocho escenas de Tokio. Traducida por Yoko Ogihara y Fernando Cordobés, Sajalín, Barcelona, 2012.
- Colegiala. Traducida por Ryoko Shiba y Juan Fandiño, Impedimenta, Madrid, 2013.
- Cuentos de cabecera. Traducida por Daniel Aguilar, Satori, Barcelona, 2013.
- Recuerdos. Traducida por Yoko Ogihara y Fernando Cordobés, Satori, Barcelona, 2014.
- Corre Melos y otros relatos. Traducida por Elena Gallego Andrada y otros, Kaicron, Buenos Aires, 2015.
- Repudiados. Traducida por Ryoko Shiba y Juan Fandiño, Sajalín, Barcelona, 2016.
- La felicidad de la familia. Traducida por Isami Romero Hoshino con la colaboración de Ednodio Quintero, Candaya, Barcelona, 2017.

### Autobiográfico
- Diario de un viaje por Tsugaru (Tsugaru, 1944). Traducido por Maximiliano Álvarez, Lucía Tanoni y Mariana Alonso, También El Caracol, Buenos Aires, 2024.